# 14 июля (фильм)
«14 июля» (фр. Quatorze Juillet, 1933) — французский художественный фильм Рене Клера.

## Сюжет
Молодой водитель такси Жан любил Поли, а она его бросила. И он страдает, продолжая думать о ней, не замечая, что его любит цветочница Анна. Но в День взятия Бастилии, 14 июля, Жан всё-таки пригласил Анну на танцы. Всю ночь они танцуют, а когда Жан возвращается домой, на кровати его ждёт вернувшаяся Полли.

## В ролях
- Аннабелла — Анна
- Жорж Риго — Жан
- Раймон Корди
- Пол Оливье
- Раймонд Аймос
- Томи Бурдель
- Мишель Андре
- Пола Иллери — Пола
- Гастон Модо
- Габриэль Росни